# Dracula's Guest
 For alternative betydninger, se Dracula. (Se også artikler, som begynder med Dracula)
Dracula's Guest (Draculas gæst) er en novelle af Bram Stoker. Den er måske ment som 1. kapitel i hans roman Dracula. Den beskriver en unavngiven rejsendes oplevelser i Transsylvanien, hvor han trues af en vampyr på Walpurgisnacht og reddes af soldater tilkaldt af et telegram fra grev Dracula.
Den udkom i novellesamlingen Dracula's Guest and Other Weird Stories1914, to år efter Bram Stokers død. Udgiveren var Florence Stoker.
| Sprog og litteratur | Spire Denne artikel om litteratur er en spire som bør udbygges. Du er velkommen til at hjælpe Wikipedia ved at udvide den. |